# Oeneis alberta
Oeneis alberta är en fjärilsart som beskrevs av Henry John Elwes 1893. Oeneis alberta ingår i släktet Oeneis och familjen praktfjärilar. Inga underarter finns listade i Catalogue of Life.

## Bildgalleri

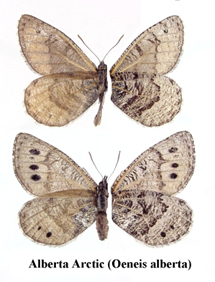
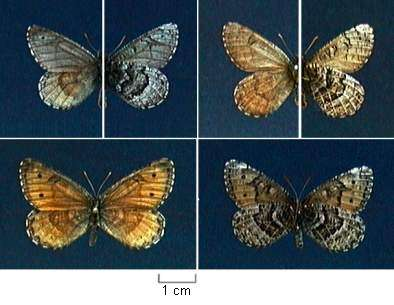